# Jalil Baghdadbeyov
Jalil Amrah bey oghlu Baghdadbeyov (en azerí: Cəlil Bağdadbəyov; Shusha, 1887-Shusha, 21 de abril de 1951) fue un actor de teatro de Azerbaiyán, director de los teatros dramáticos de Tayikistán, Turkmenistán y Azerbaiyán.

## Biografía
Jalil Baghdadbeyov nació en la ciudad de Shusha en 1887. Recibió su educación primaria en la escuela de  Shusha. Estudió en el colegio de teatro de Azerbaiyán. Después de graduarse del colegio continuó sus estudios de teatro en Moscú y recibió una educación teatral profesional.
Jalil Baghdadbeyov comenzó su carrera como director en 1920 en los clubes de teatro Bibiheybat y Balakhani. Al mismo tiempo, trabajó como director en los teatros en Agdash, Lankaran, Shaki y Shusha. En 1920 el actor se unió a la compañía del Teatro Dramático Nacional. En 1929 dirigió los cursos de teatro en la escuela técnica de música en Asjabad y creó la compañía de teatro de Turkmenistán. También escribió la obra "Aulda radio" para el teatro Asjabad. 
Jalil Baghdadbeyov falleció el 21 de abril de 1951 en Bakú.
El actor fue el tío del escritor de Azerbaiyán, Ilyas Afandiyev.

## Premios y títulos
- Artista de Honor de la RSS de Azerbaiyán (1943)